# بهروز عبدالوند
بهروز عبدالوند (متولد ۱ تیر ۱۳۳۵ ازنا) اقتصاددان ایرانی و عضو شورای روابط خارجی آلمان است. او همچنین هماهنگ‌کننده مرکز مطالعات محیط‌زیست و انرژی در دریای خزر است. عبدالوند دانش‌آموخته دانشگاه آزاد برلین است و در همین دانشگاه تدریس می‌کند.